# Saint-Georges-des-Agoûts
Saint-Georges-des-Agoûts è un comune francese di 260 abitanti situato nel dipartimento della Charente Marittima nella regione della Nuova Aquitania.

## Società

### Evoluzione demografica
Abitanti censiti